# Aksel Asmussen
Aksel Asmussen (Koppenhága, 1909. november 3. – ?, 1989. február 1.) dán nemzetközi labdarúgó-játékvezető.

## Pályafutása

### Nemzeti játékvezetés
Játékvezetésből Koppenhágában vizsgázott. Vizsgáját követően a Koppenhágai Labdarúgó-szövetség által üzemeltetett labdarúgó bajnokságokban kezdte sportszolgálatát. A Dán Labdarúgó-szövetség Játékvezető Bizottságának minősítésével (JB) 1946-tól a Superligaen játékvezetője. Küldési gyakorlat szerint rendszeres partbírói szolgálatot is végzett. A nemzeti játékvezetéstől 1957-ben visszavonult.

### Nemzetközi játékvezetés
A Dán labdarúgó-szövetség JB terjesztette fel nemzetközi játékvezetőnek, a Nemzetközi Labdarúgó-szövetség (FIFA) 1946-tól tartotta nyilván bírói keretében. Több nemzetek közötti válogatott, valamint UEFA-kupa klubmérkőzést vezetett, vagy működő társának partbíróként segített. A dán nemzetközi játékvezetők rangsorában, a világbajnokság-Európa-bajnokság sorrendjében többedmagával a 19. helyet foglalja el 2 találkozó szolgálatával. A nemzetközi játékvezetéstől 1957-ben búcsúzott. Válogatott mérkőzéseinek száma: 12.

#### Labdarúgó-világbajnokság
Az 1954-es labdarúgó-világbajnokságon és az 1958-as labdarúgó-világbajnokságon a FIFA JB bíróként alkalmazta. Selejtező mérkőzéseket az UEFA zónában vezetett.

##### 1954-es labdarúgó-világbajnokság
| Időpont             | Helyszín                   | Mérkőzés típusa           | Mérkőzés              | Eredmény | Nézők száma |
| ------------------- | -------------------------- | ------------------------- | --------------------- | -------- | ----------- |
| 1953. augusztus 16. | Rasunda Stadion, Stockholm | előselejtező (2. csoport) | Svédország–Finnország | 4 – 0    | 27 138      |

##### 1958-as labdarúgó-világbajnokság
| Időpont             | Helyszín                   | Mérkőzés típusa           | Mérkőzés                              | Eredmény | Nézők száma |
| ------------------- | -------------------------- | ------------------------- | ------------------------------------- | -------- | ----------- |
| 1957. augusztus 15. | Olimpiai Stadion, Helsinki | előselejtező (6. csoport) | Finn labdarúgó-válogatott–Szovjetunió | 0 – 10   | 18 137      |

#### Olimpiai játékok
Az 1948. évi nyári olimpiai játékokon a FIFA JB partbírói szolgálatra alkalmazta. A kor elvárása szerint az egyes számú partbíró játékvezetői sérülésnél átvette a mérkőzés irányítását. Partbíróként 2 mérkőzésre egyes pozícióban kapott küldést.
| Időpont            | Helyszín                        | Mérkőzés típusa   | Mérkőzés                                                                             | Játékvezető         | Eredmény | Nézők száma |
| ------------------ | ------------------------------- | ----------------- | ------------------------------------------------------------------------------------ | ------------------- | -------- | ----------- |
| 1948. augusztus 2. | Griffin Park Stadion, Brentford | első forduló      | Olaszország az olimpiai játékokon–Az Amerikai Egyesült Államok az olimpiai játékokon | Charles de la Salle | 9 – 0    | 20 000      |
| 1948. augusztus 5. | Lynn Road Stadion, Ilford       | egyik negyeddöntő | Jugoszlávia az olimpiai játékokon–Törökország az olimpiai játékokon                  | Victor Sdez         | 1 – 3    | 8000        |

#### Skandináv Bajnokság
Nordic Championships/Északi Kupa labdarúgó tornát Dánia kezdeményezésére az első világháború után, 1919-től a válogatott rendszeres játékhoz jutásának elősegítésére rendezték a Norvégia, Dánia, Svédország részvételével. 1929-től a Finnország is csatlakozott a résztvevőkhöz. 1983-ban befejeződött a sportverseny.
| Időpont         | Helyszín                   | Mérkőzés típusa | Mérkőzés                           | Eredmény | Nézők száma |
| --------------- | -------------------------- | --------------- | ---------------------------------- | -------- | ----------- |
| 1949. július 8. | Olimpiai Stadion, Helsinki | csoportmérkőzés | Finn labdarúgó-válogatott–Norvégia | 1 – 1    | 11 264      |

#### A magyar labdarúgó-válogatott mérkőzései (1902–1929)
| Időpont            | Helyszín               | Mérkőzés típusa          | Mérkőzés                               | Eredmény | Nézők száma |
| ------------------ | ---------------------- | ------------------------ | -------------------------------------- | -------- | ----------- |
| 1955. november 11. | Råsunda Stadion, Solna | 315. válogatott mérkőzés | Svéd labdarúgó-válogatott–Magyarország | 3 – 7    | 38 690      |

## Külső hivatkozások
- Aksel Asmussen. World Referee. [2012. október 2-i dátummal az eredetiből archiválva]. (Hozzáférés: 2015. november 12.)
- Aksel Asmussen. footballzz.com. (Hozzáférés: 2015. november 12.)
- Aksel Asmussen. footballdatabase.eu. (Hozzáférés: 2015. november 12.)
- Aksel Asmussen. scoreshelf.com. [2015. október 30-i dátummal az eredetiből archiválva]. (Hozzáférés: 2015. november 12.)
- Aksel Asmussen. eu-football.info. (Hozzáférés: 2015. november 12.)